# بیوت ولی (کالیفرنیا)
بیوت ولی (به انگلیسی: Butte Valley) یک منطقهٔ مسکونی در ایالات متحده آمریکا است که در شهرستان بیوت، کالیفرنیا واقع شده‌است. بیوت ولی ۴۹٫۴۰۰ کیلومتر مربع مساحت و ۸۹۹ نفر جمعیت دارد و ۱۰۶٫۹۹ متر بالاتر از سطح دریا واقع شده‌است.